# آيت ربعمية 2 (آيت سدرات السهل الشرقية)
آيت ربعمية 2 هي إحدى مشيخات المملكة المغربية، تتبع جغرافيا لإقليم تنغير وإداريًا لآيت سدرات السهل الشرقية. يقدر عدد سكانها بـ 6837 نسمة حسب الإحصاء الرسمي للسكان والسكنى لسنة 2004.